# George Douglas, 2.º Conde de Dumbarton
O tenente-coronel George Douglas, 2.º Conde de Dumbarton (1687–1749) foi um nobre e soldado escocês.

## Vida
Filho de George Douglas, 1.º Conde de Dumbarton e Anne Wheatley, Dumbarton foi denominado Lorde Ettrick (mais formalmente Lorde Douglas de Ettrick ), desde o nascimento até a morte de seu pai em 1692. Crescendo na corte no exílio de Jaime VII e II, Dumbarton foi inicialmente atraído para viver como um Religieux. Mas mais tarde Maria de Modena o dissuadiu.
Ele foi comissionado no regimento de infantaria de Charles Duborgay, tornando-se tenente-coronel em 1715.
Em 1716 ele recebeu Cartas Credenciais da Corte de Pedro I da Rússia.
Ele morreu em Douai em 1748-1749 sem deixar descendência.